# GLOW (雑誌)
『GLOW』（グロー）は、宝島社が刊行している40代女性誌。ファッションや美容、更年期を含めた女性のための健康などを発信している。

## 概要
2010年の創刊以来、一貫して輝く40代女性のためのファッションやライフスタイルを提案。創刊号は「好きに生きてこそ一生女子！ 私たち40代、輝きます宣言」と掲げ、YOUと小泉今日子が表紙を飾った。以降表紙モデルは基本的に40～50代の俳優が務め、ファッションや美容ページにも俳優がモデルとして登場することもある。2022年9月にロゴを変更し、「45才、輝きはいつだって自分の内側にある」をテーマにリニューアル。以降、白髪ケア「グレーをGLOWにするヘア」、アンチエイジング美容「SKT（シワくすみたるみ）－45 PROJECT」、働く40代のための「WORK服」、体形補正や汗悩みを解消するインナーなどの企画が人気。2022年8月にはウェブサイトもスタートし、雑誌と同じく40代女性に向けて情報を発信。2022年11月から読者チーム・かがやき隊を発足。読者モデルが誌面モデル、ブログなどで活躍している。

## 付録
雑誌の特別付録がたびたび話題となる。特に毎年6月発売8月号のDEAN & DELUCA付録は2012年の保冷バッグからスタートし、即完売する年もあるなど毎年高い人気。2月発売4月号付録の学校行事に使えるマナーバッグ、10月発売12月号付録のスケジュール帳も毎年の恒例になりつつある。ほか、2021年7月号増刊付録でゼスプリ キウイブラザーズを初めて付録にした（以降2023年9月号付録でフルーツピックセットを実施）。

## 過去の表紙女優
- 麻生久美子
- 天海祐希
- 井川遥
- 石田ゆり子
- 板谷由夏
- 市川実日子
- 今井美樹
- 内田有紀
- 大塚寧々
- 菅野美穂
- 吉瀬美智子
- 霧島れいか
- 小泉今日子
- 柴咲コウ
- 鈴木京香
- 永作博美
- 水川あさみ
- 観月ありさ
- 宮沢りえ
- MEGUMI
- 長谷川京子
- 広末涼子
- 吉田羊
- YOU

## 連載
- 観月ありさ「それもこれもALISA！」
- 大塚寧々「暮らしとお洒落のモノ語り」
- 稲垣吾郎「稲垣吾郎のお悩み相談室 解決！大人男子。」
- 大川ひとみ「大川ひとみの原宿KURU?」
- 水井真理子「インナー美容道」
- 藤原ヒロシ「MUSIC for GLOW PEOPLE」
- 五月女ケイ子「大人女子TVメモ」
- 湯山玲子「湯山玲子のジェンダーフリー放談」
- 小堀紀代美「10分レシピで世界一周」